# Sulistrowiczki

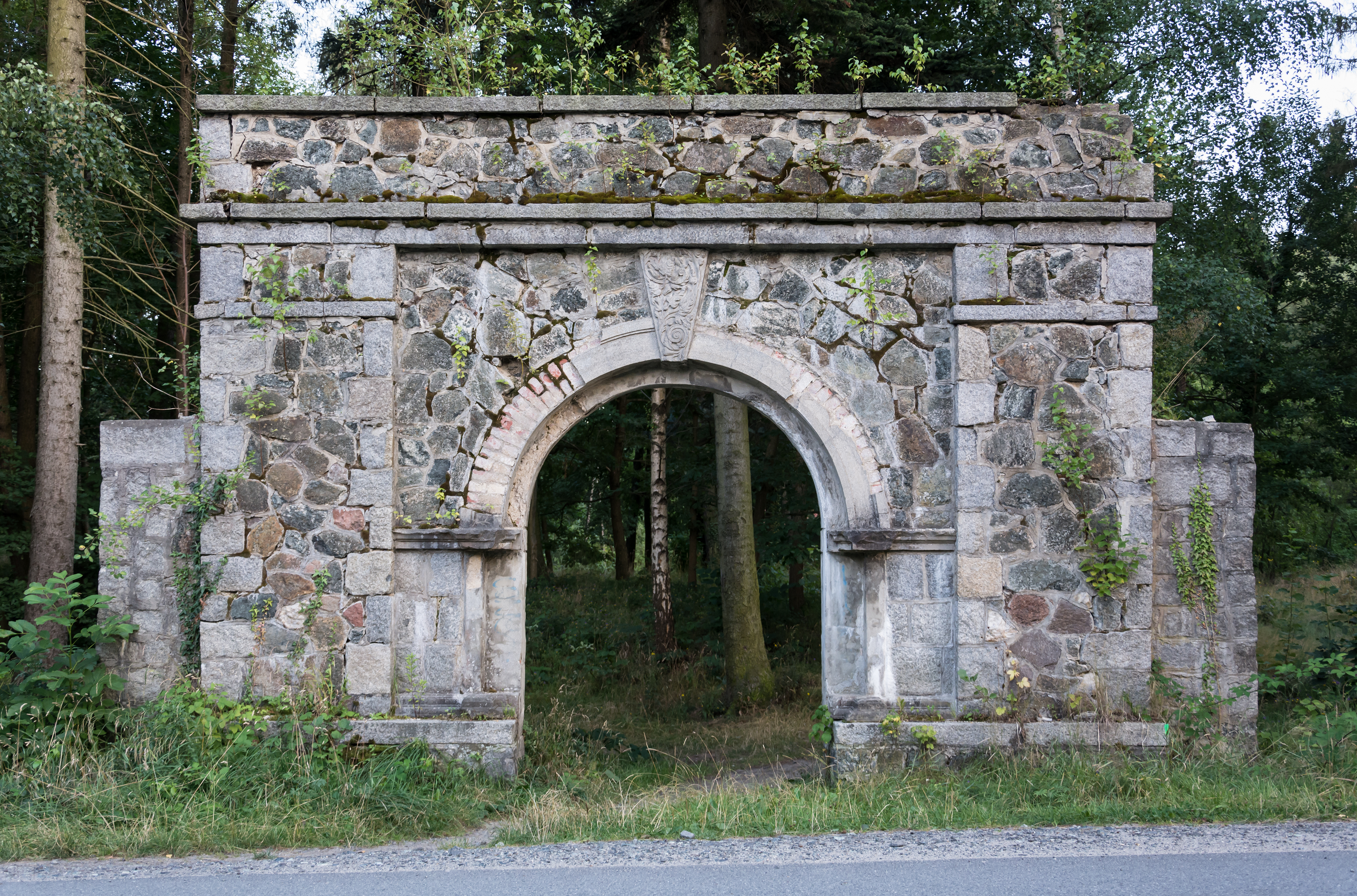
Brama górna w parku Wenecja

Sulistrowiczki (niem. Klein Silsterwitz) – wieś położona w województwie dolnośląskim, w powiecie wrocławskim, w gminie Sobótka.
W latach 1975–1998 miejscowość należała administracyjnie do województwa wrocławskiego.

## Położenie
Wieś położona wśród lasów na zboczu gór Ślężańskich. Na południowym skraju wsi znajduje się rezerwat roślinny Łąka Sulistrowicka.

## Nazwa
W okresie hitlerowskiego reżimu w latach 1937–1945 miejscowość nosiła nazwę Silingtal.

## Obecnie
Od lat 70. XX wieku Sulistrowiczki stały się miejscowością wypoczynkową, znane są m.in. ze studni św. Świerada, zwanej też Źródłem Życia. Znaczna część wsi rozparcelowana jest pomiędzy małe działki, na których postawiono liczne domy, z których spora część spełnia rolę gospodarstw agroturystycznych i pensjonatów.

## Zabytki
Do wojewódzkiego rejestru zabytków wpisany jest:
- park krajobrazowy Wenecja, 8-hektarowy, stanowiący część zakładu leczniczego - sanatorium założonego w roku 1914 przez dra Ericha Bohna w dolinie Sulistrowickiego Potoku. Nazwa parku nawiązuje do utworzonych tu licznych stawów, fontann i wodnych kaskad. W dwie stylowe kamienno-drewniane bramy wmontowano pochodzące z nagrobka książąt von Schönaich-Carolath ze Słupic (zbudowanego tam około roku 1560) fragmenty piaskowcowej kamieniarki - uosobienia cnót wiary i miłosierdzia i akantowe ornamenty. Inny fragment - Zmartwychwstanie Pańskie - znalazł nowe miejsce w ścianie budynku stajni położonej we wschodniej części parku. Około roku 1970 rozebrano ogrodzenie parku - zachowały się jednak bramy; sama kompozycja parku także widoczna jest do dziś, zachowała się też część urządzeń wodnych

inne obiekty:
- kościół pw. Matki Bożej Dobrej Rady, wybudowany w 1999 r. We wnętrzu umieszczono elementy wystroju, nawiązujące do przedhistorycznych, pogańskich rzeźb ślężańskich.

## Szlaki turystyczne
- Czerwony:  Strzelin – Szańcowa – Gościęcice Średnie – Skrzyżowanie pod Dębem – Gromnik – Dobroszów – Kalinka – Skrzyżowanie nad Zuzanką – Źródło Cyryla – Ziębice – Lipa – Rososznica – Stolec – Cierniowa Kopa – Kolonia Bobolice – Kobyla Głowa – Karczowice – Podlesie – Ostra Góra – Starzec – Księginice Wielkie – Sienice – Łagiewniki – Oleszna – Przełęcz Słupicka – Sulistrowiczki – Ślęża – Sobótka[6]